# White Plains (Georgia)
White Plains is een plaats (city) in de Amerikaanse staat Georgia, en valt bestuurlijk gezien onder Greene County.

## Demografie
Bij de volkstelling in 2000 werd het aantal inwoners vastgesteld op 283.
In 2006 is het aantal inwoners door het United States Census Bureau geschat op 305, een stijging van 22 (7,8%).

## Geografie
Volgens het United States Census Bureau beslaat de plaats een oppervlakte van
11,9 km², geheel bestaande uit land. White Plains ligt op ongeveer 190 m boven zeeniveau.

## Plaatsen in de nabije omgeving
De onderstaande figuur toont nabijgelegen plaatsen in een straal van 24 km rond White Plains.